# Mithaikos
Mithaikos (Oudgrieks: Μίθαικος, Latijn: Mithaecus) (Syracuse, 5e eeuw v.Chr. - ) was een kok en schrijver van een culinair boek in Sicilië, dat deel was van Magna Graecia of Groot-Griekenland.
Plato vermeldde hem in zijn dialoog Gorgias. In een Latijnse vertaling uit de 16e eeuw klonk het zo: … Mithaecum, qui scripsit de arte culinaria quae apud Siculos in usu est… of in het Nederlands Mithaecus die over kookkunst schreef die gebruikelijk was bij de Sicilianen.

## Levensloop
Mithaikos woonde in Syracuse op Sicilië. Zijn culinaire kennis voerde hij uit naar het Griekse moederland. Eerst werkte hij in Sparta, doch hij moest Sparta verlaten wegens wangedrag. Vervolgens werkte Mithaikos in Athene.
Het kookboek van Mithaikos was een van de oudste uit de Klassieke Oudheid. Het is niet bewaard en de titel ervan is onbekend. Zijn recepten werden door anderen overgenomen. Zo vermeldde Athenaeus van Naucratis in het Zevende Boek uit de Deipnosophistae of Tafelgeleerden, Mithaikos' recept over de rode lintvis. Dit is een soort zeebaars. Het Zevende en Achtste Boek van de vijftien handelden immers over visgerechten. Mithaikos' recept was oorspronkelijk geschreven in het Dorisch dialect, dat zowel in Sparta als op Sicilië en Zuid-Italië werd gesproken. Het klonk als volgt in een Latijnse vertaling uit de 16e eeuw: Taeniam cum exenteraveris et caput amputaveris, abluito, in frusta dividito: caseumque postea et oleum affundito. In het Nederlands: Eenmaal de ingewanden uit de (rode) lintvis gehaald en de kop eraf gehakt, goed afspoelen en in stukjes (van de graten) snijden; nadien met kaas en olie overgieten. 
Archestratus schreef later vanuit Syracuse over visgerechten (4e eeuw v.Chr.). Hij was een dichter. Hij dichtte dat Siciliaanse koks vaak de vis besprenkelden met kaas, iets wat niet iedereen kon appreciëren.